# Kudascha
Kudascha (kasachisch Кудаша)  ist ein kasachischer Tanz basierend auf dem gleichnamigen Volkslied. Es ist ein rhythmischer, schneller und verspielter Tanz, der sich im 2/4-Rhythmus bewegt. Die Tanzbewegungen drücken den Charakter eines verspielten Mädchens aus. Der Kudascha-Tanz wird auf Theaterbühnen in der Volksrepublik China, der Mongolei und anderen Ländern aufgeführt.